# Cricotopus seiryubeceus
Cricotopus seiryubeceus är en tvåvingeart som beskrevs av Sasa, Suzuki och Sakai 1998. Cricotopus seiryubeceus ingår i släktet Cricotopus och familjen fjädermyggor. Inga underarter finns listade i Catalogue of Life.